# Gržini
Gržini – wieś w Chorwacji, w żupanii istryjskiej, w gminie Žminj. W 2011 roku liczyła 141 mieszkańców.